# Clásico RCN
O Clássico RCN, é uma carreira ciclística profissional por etapas que se disputa anualmente na Colômbia e é organizada pela Federação Colombiana de Ciclismo. A primeira edição realizou-se em 1961 e o seu primeiro ganhador foi o ciclista Rubén Darío Gómez.

## História
Desde o seu início em 1961 e até 1966, a carreira constava de duas etapas na modalidade de "Dupla a" partindo desde Medellín para outra população e regressando a dita cidade no dia seguinte. O formato da prova foi evoluindo até chegar às 10 etapas das que consta atualmente percorrendo diferentes zonas do país. Durante a década de 1980, coincidindo com o auge do ciclismo colombiano graças a figuras como Fabio Parra e Luis Herrera, a prova adquiriu muito interesse e prestígio, sendo apelidade em seu momento como O Duelo de Titãns.
A partir da edição de 2004 deixou de ser oficial pela UCI, pelo que passou a ser uma carreira de categoria nacional.
O evento é patrocinado por Rádio Cadena Nacional, uma das emissoras de rádio maiores e antigas da Colômbia, e por Empresas Públicas de Medellín. O Clásico RCN é, após a Volta à Colômbia e o Tour Colombia, a carreira por etapas mais importante do país. Vários ciclistas colombianos reconhecidos têm ganhado o evento, como Martín Emilio Rodríguez, Fabio Parra, Luis Herrera e Rafael Antonio Niño.
Durante os anos 80, no Clássico RCN competiram equipas europeias que tomaram a prova como treinamento em altitude. Entre essas equipas estiveram Peugeot-Shell-Michelin, Renault-Elf-Gitane, SEM-France Loire, La Vie Claire, Zor e Reynolds, com vitórias em etapas de Pascal Simon, Laurent Fignon, Bernard Hinault, Charly Mottet e Martial Gayant. Na edição de 1992, competiram as equipas Carrera Jeans-Vagabond e Festina, com vitórias de Sean Kelly, Claudio Chiappucci e Thomas Wegmuller.
Na história do evento, o ganhador tem sido desclassificado em duas oportunidades por dopagem: em 1971 quando Álvaro Pachón foi desclassificado e a vitória outorgada a Rafael Antonio Niño, e em 1991 quando Pablo Wilches foi desclassificado e a vitória concedida a Fabio Hernán Rodríguez. Na edição 1985 teve um acidente trágico quando Jorge Iván Ramírez se caiu durante uma etapa e morreu depois.
Ainda que o Clássico RCN atualmente celebra-se entre os meses de setembro e outubro, edições anteriores celebraram-se em outros meses como março, abril ou maio.

## Palmarés
| Ano  | Vencedor                 | Segundo                  | Terceiro                   |
| ---- | ------------------------ | ------------------------ | -------------------------- |
| 1961 | Rubén Darío Gómez        | Martín Emilio Rodríguez  | Hernán Medina              |
| 1962 | Rubén Darío Gómez        | Roberto Buitrago         | Martín Emilio Rodríguez    |
| 1963 | Martín Emilio Rodríguez  | Pablo Hernández          | Alfonso Galvis             |
| 1964 | Gabriel Halaixt          | Héctor Muñoz             | Federico Ortiz Uribe       |
| 1965 | Javier Suárez            | Carlos Montoya Arias     | Federico Ortiz Uribe       |
| 1966 | Javier Suárez            | Alfonso Galvis           | Martín Emilio Rodríguez    |
| 1967 | Carlos Montoya Arias     | Martín Emilio Rodríguez  | Marco Larrota              |
| 1968 | Jairo Grijalba           | Hernando Gómez           | Evaristo Fino              |
| 1969 | Álvaro Pachón            | Evaristo Fino            | Martín Emilio Rodríguez    |
| 1970 | Óscar González           | Gustavo Rincón           | Álvaro Pachón              |
| 1971 | Rafael Antonio Niño      | Francisco Triana         | Miguel Samacá              |
| 1972 | Albeiro Mejía            | Juan Morales             | Rafael Antonio Niño        |
| 1973 | Juan Morales             | Gonzalo Marín            | Olinto Rueda               |
| 1974 | Norberto Cáceres         | Gonzalo Marín            | Abelardo Ríos              |
| 1975 | Rafael Antonio Niño      | Abelardo Ríos            | Carlos Campaña             |
| 1976 | José Patrocinio Jiménez  | Norberto Cáceres         | Efraín Pulido              |
| 1977 | Rafael Antonio Niño      | José Patrocinio Jiménez  | Victor Ladino              |
| 1978 | Rafael Antonio Niño      | Julio Rubiano            | Plinio Casas               |
| 1979 | Rafael Antonio Niño      | José Patrocinio Jiménez  | Alfonso Flórez             |
| 1980 | Fabio Navarro            | Antonio Londoño          | Jairo Atehortúa            |
| 1981 | Manuel Ignacio Gutiérrez | Fabio Parra              | Julio Rubiano              |
| 1982 | Lucho Herrera            | Fabio Parra              | Samuel Cabrera             |
| 1983 | Lucho Herrera            | Manuel Ignacio Gutiérrez | Ramón Tolosa               |
| 1984 | Lucho Herrera            | Francisco Rodríguez      | Manuel Cardenas Espitia    |
| 1985 | Francisco Rodríguez      | Lucho Herrera            | Israel Corredor            |
| 1986 | Lucho Herrera            | Israel Corredor          | William Palacios           |
| 1987 | Fabio Parra              | Pablo Wilches            | Álvaro Mejía               |
| 1988 | Álvaro Mejía             | Alberto Camargo          | Pablo Wilches              |
| 1989 | Álvaro Mejía             | Fabio Parra              | Oliverio Rincón            |
| 1990 | Gustavo Wilches          | Álvaro Mejía             | Pablo Wilches              |
| 1991 | Fabio Hernán Rodríguez   | Chepe González           | Julio César Rangel         |
| 1992 | Alberto Camargo          | Claudio Chiappucci       | Luis Espinosa              |
| 1993 | Luis Alberto González    | Jair Bernal              | Óscar Vargas               |
| 1994 | Julio César Aguirre      | José Martín Farfán       | Libardo Niño               |
| 1995 | Raúl Montaña             | Henry Cárdenas           | Pedro Rodríguez            |
| 1996 | Israel Ochoa             | Álvaro Lozano            | Jair Bernal                |
| 1997 | Raúl Montaña             | Héctor Palacio           | Juan Diego Ramírez         |
| 1998 | Raúl Montaña             | Argiro Zapata            | Israel Ochoa               |
| 1999 | Jairo Hernández Montoya  | Álvaro Sierra            | Juan Diego Ramírez         |
| 2000 | Juan Diego Ramírez       | Elder Herrera            | Julio César Aguirre        |
| 2001 | Juan Diego Ramírez       | José Castelblanco        | Elder Herrera              |
| 2002 | José Castelblanco        | Daniel Rincón            | Fredy González             |
| 2003 | José Castelblanco        | Álvaro Sierra            | Jairo Hernández Montoya    |
| 2004 | Hernán Buenahora         | Félix Cárdenas           | Libardo Niño               |
| 2005 | Libardo Niño             | Álvaro Sierra            | Jairo Hernández Montoya    |
| 2006 | Javier Alberto González  | Libardo Niño             | Javier de Jesús Zapata     |
| 2007 | Libardo Niño             | Javier Alberto González  | Flober Peña                |
| 2008 | Óscar Sevilla            | Mauricio Ortega          | Juan Carlos López          |
| 2009 | Mauricio Ortega          | Francisco Colorado       | Giovanny Báez              |
| 2010 | Félix Cárdenas           | Sergio Henao             | Freddy Montaña             |
| 2011 | Rafael Infantino         | Julián Rodas             | Iván Parra                 |
| 2012 | Óscar Sevilla            | Alex Cano                | Rafael Infantino           |
| 2013 | Camilo Gómez             | Óscar Soliz              | Óscar Sevilla              |
| 2014 | Óscar Soliz              | Alex Cano                | Danny Osorio               |
| 2015 | Omar Mendoza             | Carlos Becerra           | Cristhian Montoya          |
| 2016 | Óscar Sevilla            | Óscar Soliz              | Ángel Alexander Gil        |
| 2017 | Juan Pablo Suárez        | Óscar Sevilla            | Danny Osorio               |
| 2018 | Alex Cano                | Edward Beltrán           | Didier Chaparro            |
| 2019 | Óscar Sevilla            | Didier Chaparro          | Ángel Alexander Gil        |
| 2020 | José Tito Hernández      | Óscar Sevilla            | Didier Merchán             |
| 2021 | Fabio Duarte             | Óscar Sevilla            | Wilson Estiben Peña Molano |
| 2022 | Aldemar Reyes Ortega     | Duban Bobadilla          | Andrés Pinzon Villalba     |
| 2023 | Aldemar Reyes Ortega     | Rodrigo Contreras        | Yeison Reyes               |
| 2024 | Kevin Castillo           | Robinson Fabián López    | Cristian Camilo Muñoz      |

## Mais vitórias gerais
Os ciclistas que aparecem em negrito seguem activos.
| Ciclista            | Vitórias | Anos                         |
| ------------------- | -------- | ---------------------------- |
| Rafael Antonio Niño | 5        | 1971, 1975, 1977, 1978, 1979 |
| Luis Herrera        | 4        | 1982, 1983, 1984, 1986       |
| Óscar Sevilla       | 4        | 2008, 2012, 2016, 2019       |
| Raúl Montaña        | 3        | 1995, 1997, 1998             |
| Rubén Darío Gómez   | 2        | 1961 ,1962                   |
| Javier Suárez       | 2        | 1965, 1966                   |
| Álvaro Mejía        | 2        | 1988, 1989                   |
| Juan Diego Ramírez  | 2        | 2000, 2001                   |
| José Castelblanco   | 2        | 2002, 2003                   |
| Libardo Niño        | 2        | 2005, 2007                   |

## Palmarés por países
| País     | Vitórias |
| -------- | -------- |
| Colômbia | 54       |
| Espanha  | 4        |
| Bolívia  | 1        |